# آق قباق علیا
آق قباق علیا، روستایی در دهستان اصلاندوز شرقی بخش مرکزی شهرستان اصلاندوز در استان اردبیل ایران است.

## جمعیت
بر پایه سرشماری عمومی نفوس و مسکن در سال ۱۳۹۵، جمعیت این روستا برابر با ۱۹۴ نفر (۵۵ خانوار) بوده‌است.